# Янгер, Алекс
Сэр Александр Уильям Янгер (англ. Alexander William Younger; род. 1963, Вестминстер) — генеральный директор Секретной разведывательной службы Великобритании (MI-6) с ноября 2014 по 30 сентября 2020 года, сменил в этой должности сэра Джона Сойерса.
Янгер окончил университет с учёной степенью по экономике, после чего служил в британской армии, начав службу в звании младшего лейтенанта, в апреле 1989 года получил звание капитана и в апреле 1990 года уволился в запас.
В SIS Янгер служит с 1991 года, выполнял миссии на Ближнем Востоке и в Афганистане, в качестве руководителя контрразведывательных операций занимался обеспечением безопасности Олимпиады-2012 в Лондоне, в 2012 году стал заместителем директора SIS, и в октябре 2014 года назначен Генеральным директором Секретной разведывательной службы.
Кавалер ордена Святого Михаила и Святого Георгия.